# Зиндон
Зиндон — у стародавніх осетинських міфах закрите на замок пекло, що знаходилося десь у загробному світі, ключ від якого знаходився у Барастира, володаря загробного царства.
За давньоосетинськими уявленнями, Зиндон розташовувався десь у глибині підземного світу. За переказами, в цьому місці грішників піддавали покаранню (ідея відплати за земні гріхи) за ступенем вчинених ними проступків (здирання шкіри з голови, висмикування нігтів на руках і ногах, осліплення і т. ін.).